# 九龙山站 (河北省)
九龙山站是一个京哈铁路上的铁路车站，位于河北省秦皇岛市昌黎县安山镇，建于1891年，目前为四等站，邮政编码为066401。目前客运：办理旅客乘降；行李、包裹托运；货运：办理整车货物发到；不办理危险货物发到。